# Henrik Jakob Wikar
Henrik Jakob Wikar eller Hendrik Jakob Wikar, född 28 oktober 1752 i Gamlakarleby, Mellersta Österbotten, var en finsk upptäcktsresande som reste i Sydafrika och som skrev sin journal om folkslaget khoisan.
Wikars far Jakob Johan Wikar var lantmätare och ombud vid Ståndsriksdagen, och hans mor var Margareta Carlborg, dennes andra fru.
Wikar kom från Österbotten och skrevs in vid Kungliga Akademien i Åbo år 1769. År 1773 anställdes han i Nederländerna av Holländska Ostindiska Kompaniet. Han arbetade som kontorist vid företagets sjukhus i Kapstaden. Han trivdes inte med detta och lämnade 1775 och flyttade till norra delen av kolonin där han stannade i fyra år. Mellan 1778 och juni 1779 skrev han sin journal. Han dömdes som desertör år 1779 men hans journal räddade honom och han benådades samma år, troligtvis för att det fanns uppgifter som han samlat som kunde vara till nytta för företaget. Han beskrev riter och seder hos khoisan-folket och flera vetenskapsmän använde hans uppgifter.

## Journalen
- Wikar, Hendrik Jacob. 1779. Berigt aan den weleedelen gestrengen Heer Mr Joachim van Plattenbergh van’t geene my ondergeteekende ontmoet is wat ik gehoord ende gezien hebbe zeedert dat ik langs de Groote rivier op ende needer gesworven hebbe. Den Haag: Plettenberg-Sammlung, Hollandsche Reichsarchiv. Published for the first time in 1916 in Reizen in Zuid-Afrika in de hollandse tijd, v. 2, ed. E.C. Godée-Molsbergen (publ. by Martinus Nijhoff); new ed. 1935, Van Riebeek Society, Cape Town. Peripherals: L.F. Maingard, "Hendrik Jacob Wikar: his editors, translators and commentators", Bantu studies, v. 10 (1936) p. 31-40. (nederländska)
- Engelsk översättning: The journal of Hendrik Jacob Wikar (1779) : with an English translation by A. W. van der Horst and the journals of Jacobus Coetsé Jansz: (1760) and Willem van Reenen (1791) with an English translation by Dr. E. E. Mossop. / Edited, with an introduction and footnotes, by Dr. E. E. Mossop. Cape Town, : The Van Riebeeck Society, 1935. (engelska)